# Foyer laïque d'éducation populaire Étienne Billières
Le Foyer laïque d'éducation populaire Étienne Billières (FLEPEB ou FEPEB) est logé dans la maison de quartier Fontaine-Lestang sise sur la commune de Toulouse. La gestion de cet équipement municipal lui a été confiée. Cette association existe depuis 1937.
Cette structure associative et laïque (loi de 1901), composée de nombreux bénévoles, est ouverte de septembre à juin, et propose une multitude d’activités sportives et culturelles régulières mais aussi des animations et manifestations.

## Localisation
L'édifice se situe au 59 rue Vestrepain à Toulouse.
Cette rue est l'une des plus anciennes du faubourg devenu le quartier Fontaine-Lestang (Toulouse).

### Historique

#### Construction
La maison de quartier a été construite en 2005 et inaugurée le 11 mai 2006.
Accolé au Foyer populaire se trouve le square comprenant une aire de jeux pour les enfants.
Plusieurs salles de cet équipement portent le patronyme des personnes ayant eu une action historique significative pour le fonctionnement et le rayonnement du foyer.

#### Fresque
Juin 2016 a vu la naissance d’une fresque murale en graffiti à laquelle a participé activement des artistes professionnels, MOG, PHENO et CHAZE mais aussi des élèves du collège Stendhal, des jeunes de l’activité hebdomadaire de street art de la maison de quartier dont des jeunes de l’association Médiapitchounes. Les quartiers des Arènes et Bagatelle ont contribué, eux-aussi, à la réussite de cette œuvre. Le poète Miloud Chabane de Bagatelle a laissé un message qui préfigure de l’élan à donner dans les quartiers populaires.

## Activités

### Historique
Créé en 1937, le foyer a fêté son quatre-vingtième anniversaire en 2017, .
Son site retrace l'histoire de sa genèse de patronage laïque jusqu'à son développement actuel.

### Comité de quartier
Créé en 1990, le Comité a pour mission de recueillir les attentes et les propositions des habitants du quartier en termes de qualité de vie, d’environnement et de maîtrise de l’urbanisme, et de les soutenir auprès des pouvoirs publics et des élus.
Parmi les dossiers traités, le Comité a participé :
- à la lutte pour la réduction des nuisances sonores : usine de la biscuiterie LU, survols des avions et vols de nuit (dont implantation d’un capteur de bruit à Papus), chantiers et exploitations du métro et du tramway.
- à des projets d’aménagement de l’espace public : parc et jardin de Fontaine-Lestang, Maison de quartier, plans de circulation (par exemple : aménagement de la place Émile-Mâle),
- à la sécurisation des endroits dangereux, accès aux écoles, signalement des lieux d’incivilités.

### Culture
- Arts plastiques
- Ateliers écriture et lecture
- Chorale et travail de la voix
- Danses
- Langues étrangères : turc, anglais
- Musique

### Sports
- Arts martiaux et sports de combat
- Gymnastique artistique enfants et baby gym
- Gymnastique volontaire
- Gymnastique adaptée
- Relaxation
- Tennis de table

### Autres activités et manifestations
- Couture et broderie
- Généalogie
- Philatélie